# Кленовка (Челябінська область)
Кленовка (рос. Кленовка) — селище у Єманжелинському районі Челябінської області Російської Федерації.
Входить до складу муніципального утворення Єманжелинське міське поселення. Населення становить 103 особи (2010).

## Географія

### Клімат
| Клімат Кленовки           | Клімат Кленовки | Клімат Кленовки | Клімат Кленовки | Клімат Кленовки | Клімат Кленовки | Клімат Кленовки | Клімат Кленовки | Клімат Кленовки | Клімат Кленовки | Клімат Кленовки | Клімат Кленовки | Клімат Кленовки | Клімат Кленовки |
| Показник                  | Січ.            | Лют.            | Бер.            | Квіт.           | Трав.           | Черв.           | Лип.            | Серп.           | Вер.            | Жовт.           | Лист.           | Груд.           | Рік             |
| Середній максимум, °C     | −11,8           | −10,1           | −2,2            | 9,8             | 18,9            | 23,7            | 25,4            | 22,8            | 16,7            | 6,6             | −2,8            | −8,7            | 7               |
| Середня температура, °C   | −15,9           | −14,7           | −7,1            | 4,5             | 12,4            | 17,3            | 19,5            | 16,8            | 11,2            | 2,6             | −6,4            | −12,5           | 2               |
| Середній мінімум, °C      | −20             | −19,3           | −12             | −0,7            | 5,9             | 11,0            | 13,6            | 10,8            | 5,7             | −1,4            | −9,9            | −16,2           | −2              |
| Норма опадів, мм          | 20              | 16              | 15              | 27              | 42              | 58              | 87              | 53              | 38              | 36              | 26              | 24              | 442             |
| ------------------------- | --------------- | --------------- | --------------- | --------------- | --------------- | --------------- | --------------- | --------------- | --------------- | --------------- | --------------- | --------------- | --------------- |
| Джерело: climate-data.org |                 |                 |                 |                 |                 |                 |                 |                 |                 |                 |                 |                 |                 |

## Історія
Від 1931 року належить до Єманжелинського району Челябінської області.
Згідно із законом від 28 жовтня 2004 року органом місцевого самоврядування є Єманжелинське міське поселення.

## Населення
| 2002 | 2010 |
| ---- | ---- |
| 111  | ↘103 |